# Піт Трейвіс
Піт Трейвіс — британський теле- і кінорежисер. Відомий роботою над стрічками: «Холодні ноги» (1999), «Присяжні» (2002) і «Ома» (2004) для телебачення і «Точка обстрілу» (2008), «Кінець гри» (2009) і «Суддя Дредд» (2012).

## Біографія
Цей таємничий (ніхто не знає його дати народження) британський режисер Піт Тревіс народився в містечку Солфорд (біля Манчестера) і далеко не одразу вийшов на кінематографічну стезю. Він трудився соціальним працівником, а щоб закінчити аспірантуру з кінематографії, наполегливо працював кур'єром, доставляючи всілякі товари і кореспонденцію на власному мотоциклі. Свій перший короткометражний фільм «Віра» за твором Ніка Горнбі режисер зняв на власні гроші. Але для початку йому треба було переконати продюсера не на фунт не вийти за межі відкладених на фільм £12 тисяч. Цей фільм показали на Кінофестивалі у Лондоні 11 листопада 1997 року. Порівнюючи «Віру» із іншими невдалими фільмами про футбол, Трейвіс сказав газеті «Ґардіан», «Гадаю, секрет створення хорошого фільму про футбол полягає у тому, щоб у фільмі не було ніякого футболу […] Футбол — це пристрасть уболівальників, і ти не можеш передати її тим, що фільмуєш одинадцять здорованів, які ганяють у полі м'ячика. „Віра“ — це історія про дух футболу, а не про спортивне змагання».
Піт Трейвіс зацікавився фільмуванням уже у зрілому віці. Надихали його такі зубри британського кіно, як британський режисер Алан Кларк, греко-французький режисер і кінопродюсер Коста-Гаврас і сицилійсько-американський режисер Френк Капра. Його друга короткометражна робота, адаптація книги британської письменниці Енн Файн (Anne Fine) Новий Біллів сюртук (1998), здобув премію «ScreenScene Award» за найкращий короткометражний фільм чи відео на «Atlantic Film Festival» (міжнародний кінофестиваль у Галіфаксі, Канада). Його картина «Віра» привела Піта Трейвіса до режисури телесеріалів мережі «ITV», як-от поліцейський телесеріал «The Bill», комедійний серіал «Холодны ноги» і юридичний серіал «Присяжні».
Досить довгий час Піт Тревіс був відомим лише як творець серіалів для британського телебачення. Його мінісеріал з Реєм Уїнстоном і Хеленою-Бонхем Картер в головних ролях «Генріх VIII» завоював нагороду «Еммі». Прихильно сприйняли і професіонали, і публіка його серіали «Присяжні», «Холодні ноги» і «Діти інших людей». Справжній успіх до Тревіса прийшов після драми «Ома», що завоювала безліч призів. Картина розповідає про терористичні акти в Північній Ірландії, зокрема, про вибух бомби в місті Ома, що стався в 1998 році; а також про розслідування, яке намагаються провести родичі жертв. На жаль, ці пошуки правди в реальності залишаються безрезультатними.
Усе почалося з того, що 2003 року британський режисер і сценарист Пол Ґрінґрасс надіслав Трейвісові сценарій до фільму «Ома», який він написав у співавторстві з Ґаєм Гілбертом після перегляду Трейвісових «Присяжних» і «Генріх VIII». Канал «Channel 4» представив цей фільм на Міжнародному кінофестивалі в Торонто (TIFF) в 2004 році, де картина виграла нагороду «Discovery Award». Наступного року фільм здобув нагороду Британської Академії («British Academy Television Award») за найкращий драматичний фільм, яку Трейвіс розділив із продюсерами. Трейвіса також номінували на ірландську нагороду «Irish Film and Television Awards» найкращому кінорежисеру.
Але ідея пошуку правди не покидає Піта Трейвіса, і він створює свій перший бюджетний проект — бойовик «Точка обстрілу». Цю картину присвячено історії замаху на американського президента; картина є абсолютно вигадкою; і в ній Трейвісу вдається реалізувати свою думку про те, що справедливість повинна восторжествувати. Як зізнався сам режисер, він створював дуже людяний ідеальний образ президента США, у нього не було наміру відтворити реальний портрет. Саме за такого президента, за словами режисера, він би віддав свій голос на виборах, якби мав на це право. Цей фільм, насправді, взагалі не замислювався як чисто американська історія. Для Піта Тревіса було важливо, щоб історія вийшла інтернаціональною і позбавленою типово американського пафосу. Картину знімали в іспанській Саламанці за участю великої команди акторів із різних країн. 
«Точка обстрілу» у лютому 2008 року була картиною, що зробила найбільші касові збори. Інший фільм «Кінець гри» (2009), присвячений завершенню епохи апартеїду у ПАР, мав свою прем'єру на американському фестивалі незалежного кіна «Санденс-2009». У червні 2009 року він уклав угоду режисерувати «Наче тіні», перероблений Шекспірів «Макбет». Уже наступного року його запрошено бути режисером художнього фільму «Суддя Дредд», кіноадаптації відомого персонажа Judge Dredd британського коміксу «2000 AD».
Треба зауважити, що цього разу зйомки відбувалися вже в Південній Африці.

## Фільмографія
| Рік  | Назва                  | Роль      | Опис                                         |
| ---- | ---------------------- | --------- | -------------------------------------------- |
| 1996 | «Віра»                 | режисер   | короткометражний фільм                       |
| 1997 | «The Bill»             | режисер   | 1 епізод у телесеріалі: - «Тріщина»          |
| 1998 | «Новий Біллів сюртук»  | режисер   | короткометражний фільм                       |
| 1999 | «Холодні ноги»         | режисер   | телесеріал, 2 епізоди                        |
| 2000 | «Діти інших людей»     | режисер   | телесеріал                                   |
| 2002 | «Присяжні»             | режисер   | телесеріал                                   |
| 2003 | «Генрі VIII»           | режисер   | телефільм у двох частинах                    |
| 2004 | «Ома»                  | режисер   | телевізійний фільм                           |
| 2008 | «Точка обстрілу»       | режисер   | художній фільм                               |
| 2009 | «Кінець гри»           | режисер   | телефільм із обмеженим показом у кінотеатрах |
| 2012 | «Суддя Дредд»          | режисер   | художній фільм                               |
| 2013 | «Спадщина»             | режисер   | телевізійний фільм                           |
| 2015 | «Ганмен»               | сценарист | художній фільм                               |
| 2016 | «Місто тьмяних вогнів» | режисер   | телевізійний фільм                           |
| 2019 | «Проєкт "Синя книга"»  | режисер   | телесеріал, 4 епізоди                        |
| 2021 | Bloodlands             | режисер   | телесеріал, 4 епізоди                        |

## Нагороди
| Рік  | Нагорода                                                           | Категорія                                        | Робота | Результат   |
| ---- | ------------------------------------------------------------------ | ------------------------------------------------ | ------ | ----------- |
| 2004 | Міжнародний кінофестиваль у Торонто (TIFF)                         | «Discovery Award» (відкриття фестивалю)          | «Ома»  | нагороджено |
| 2005 | нагороду Британської Академії («British Academy Television Award») | найкращий драматичний фільм                      | «Ома»  | нагороджено |
| 2005 | ірландську нагороду «Irish Film and Television Awards»             | найкращий кінорежисер                            | «Ома»  | номінант    |
| 2005 | нагорода Британської гільдії режисерів                             | видатне досягнення у царині телевізійних фільмів | «Ома»  | номінант    |